# Personaggi di Fullmetal Alchemist

Principali militari nell'anime del 2009. Da sinistra a destra: davanti, Kain Fury e Heymans Breda; alle loro spalle, Vato Falman, Jean Havoc, Roy Mustang, Riza Hawkeye e il suo cane, Black Hayate.

Fullmetal Alchemist è un manga scritto e illustrato da Hiromu Arakawa e pubblicato in Giappone dalla Square Enix nello Shonen Gangan. L'anime tratto da esso è stato prodotto dalla Bones nel 2003. Nel 2009 è stata creata una seconda serie animata, che fa ripartire la storia "da zero" per seguire più da vicino quella del manga, seppur presentando anch'essa qualche differenza. Questa pagina racchiude i personaggi del manga e delle serie animate, gli stessi inoltre compaiono anche nei lungometraggi animati Fullmetal Alchemist - The Movie: Il conquistatore di Shamballa e Fullmetal Alchemist - La sacra stella di Milos.
La prima serie animata parte dalla stessa storia del manga, anche assieme agli stessi personaggi, per poi, successivamente, separarsene e giungere dopo 51 episodi a un suo proprio finale. Questo causa una differenza di personaggi nelle due opere, e delle stesse azioni dei personaggi comuni. Inoltre, nell'anime compaiono personaggi specificatamente inventati per il corso di questa vicenda, non presenti nel manga. Nella pubblicazione cartacea, allo stesso modo, fanno la loro comparsa nuovi personaggi, non apparsi nei capitoli sui quali ci si è basati per costruire la prima saga televisiva. Anche la seconda serie televisiva, benché rimanga molto più vicina al manga, presenta alcune differenze con la versione cartacea.

## Personaggi principali

I fratelli Elric (エルリック兄弟, Erurikku-kyōdai), a sinistra Edward e a destra Alphonse (armatura), circondati da Greed, in alto a sinistra e da Wrath in basso a destra

### Edward Elric
Edward Elric (エドワード・エルリック?, Edowādo Erurikku), l'alchimista d'acciaio, soprannominato Ed, è il protagonista della serie. Possiede al posto del braccio destro e della gamba sinistra due protesi chiamate automail. È molto sensibile ai commenti riguardanti la sua bassa statura e odia il latte, nonostante questo lo possa aiutare a crescere. È il più giovane Alchimista di Stato ed è un tipo molto testardo, impetuoso e deciso. Dà sicuramente la preferenza all'azione piuttosto che alla riflessione anche se, dopo avere agito, riflette molto su ciò che ha fatto. È in grado di eseguire trasmutazioni senza utilizzare il cerchio alchemico. È doppiato in giapponese da Romi Paku e in italiano da Renato Novara in entrambe le serie, mentre la sua voce italiana da bambino è prestata da Patrizia Scianca, tranne nell'episodio 61 di Brotherhood dove al suo posto vi è Cinzia Massironi.

### Alphonse Elric
Alphonse Elric (アルフォンス・エルリック?, Arufonsu Erurikku), soprannominato Al, è il fratello minore di Edward e il coprotagonista della serie. La sua anima è legata a una grande armatura di piastre che gli fa da corpo, così che molti lo credono il vero "Alchimista d'Acciaio". Alphonse è il più calmo dei due fratelli e funziona da contraltare al carattere impulsivo di Edward, in quanto si dimostra più timido e introverso, molto dolce e sentimentale, nel complesso ponderato e amante degli animali. È doppiato in giapponese da Rie Kugimiya e in italiano da Benedetta Ponticelli in entrambe le serie.

### Winry Rockbell
Winry Rockbell (ウィンリィ・ロックベル?, Uinrī Rokkuberu) è un'esperta meccanica di automail e amica d'infanzia dei due fratelli Elric. Insieme a sua nonna paterna Pinako Rockbell ha costruito gli automail per Edward e li ripara quando questi si rompono o si danneggiano. I suoi genitori, medici "missionari", sono stati uccisi da Scar. Viene presa in ostaggio dall'esercito e salvata da Edward.
Nell'anime del 2003 i suoi genitori vennero uccisi durante la guerra di Ishbar da un titubante Roy Mustang, sotto ordine di Basque Grand, poiché sul campo di battaglia curavano sia alleati che nemici e questi ultimi tornavano a combattere contro i soldati. È doppiata in giapponese da Megumi Toyoguchi nella prima serie e da Megumi Takamoto nella seconda; in italiano la sua voce è prestata da Elisabetta Spinelli in entrambe le serie, tranne negli episodi 60 e 61 di Brotherhood, dove è doppiata rispettivamente da Serena Clerici e da Emanuela Pacotto.

### Izumi Curtis
Izumi Curtis (イズミ・カーティス?, Izumi Kātisu) è la maestra di alchimia di Edward e Alphonse Elric. Ella li prese sotto la sua custodia dopo la morte della madre e dopo averli sottoposti a un periodo di prova su un'isola deserta, addestrandoli nell'alchimia, filosofia, arti marziali e alla sopravvivenza. I suoi metodi ricalcano l'allenamento a cui si sottopose da giovane e in cui fu costretta a sopravvivere per un mese nella landa fredda e inospitale intorno a Briggs. È molto legata ai due ragazzi e li considera quasi come figli propri; sebbene interrompa il loro rapporto dopo avere scoperto del loro tentativo di trasmutazione umana e del fatto che Edward sia entrato nell'esercito, continua ad aiutarli in ogni modo. Donna violenta e dal temperamento forte, Izumi sa essere letale in combattimento o nel rifilare punizioni, per cui i fratelli Elric ne sono terrorizzati. L'abilità in combattimento di Izumi è tale da riuscire a sconfiggere in poco tempo tutte le chimere di Greed, e da fare passare in secondo piano la sua malattia. Inoltre l'alchimia più usata dai fratelli Elric, quella che crea gigantesche mani utilizzando il cemento o la pietra, è tipica anche della donna.
Anni prima dell'inizio della storia Izumi e il marito Shigu aspettavano un bambino, ma il figlio nacque morto, spingendo la donna a compiere una trasmutazione umana per riportarlo in vita. Il tentativo fallito le provocò la perdita degli organi riproduttivi, rendendole impossibile una nuova gravidanza e causandole debolezza e occasionali conati di sangue. Avendo visto la "verità", Izumi è in grado di eseguire trasmutazioni senza cerchio alchemico e attira le attenzioni degli homunculus e dell'esercito come un potenziale sacrificio umano. Mentre lei e il marito sono in viaggio per Amestris per sfuggire all'esercito, si imbattono in Van Hohenheim, che le ridispone le interiora per migliorare il flusso sanguigno, migliorando parzialmente la sua condizione, e la convince a contrastare con lui l'esercito. Partecipa con il marito alla battaglia finale contro il Padre, prima sconfiggendo Sloth insieme ai fratelli Armstrong, poi combattendo contro il Padre a fianco dei suoi allievi.
Nella prima serie anime il tentativo di Izumi di riportare in vita il figlio genera l'homunculus Wrath. Affranta dall'avergli dato involontariamente vita, la donna tenta di instaurare un rapporto con l'essere, ma questi fugge. Izumi muore prima dell'inizio de Il conquistatore di Shamballa, in cui viene mostrato che l'anima della madre e quella del figlio si ricongiungono nell'aldilà. Nell'OAV I racconti della maestra, che esplora il suo addestramento giovanile, si scopre che il suo cognome da ragazza è Harnet e che nel 1897 aveva diciotto anni, il che significa che nel 1914, quando si svolge gran parte della storia, ha 35 anni. È doppiata in giapponese da Shōko Tsuda e in italiano da Donatella Fanfani in entrambe le serie, fatta eccezione nell'episodio 60 di Brotherhood in quanto doppiata da Cinzia Massironi.

### Van Hohenheim
Van Hohenheim (ヴァン・ホーエンハイム?, Van Hōenhaimu) è il padre di Edward Elric e Alphonse Elric, andatosene di casa quando i due erano ancora molto piccoli. È l'unico sopravvissuto alla distruzione di Xerses e nel suo corpo sono concentrate le anime di metà degli abitanti di quella città. Il suo nome, così come l'immortalità acquisita, sono un dono del primo homunculus, in quanto inizialmente era uno schiavo privo di nome e conosciuto come "schiavo numero 23" (二十三号?, nijūsangō). Il suo nome deriva dal famoso alchimista Paracelso.
Nell'anime del 2003 invece il suo nome è Hohenheim della luce (光のホーエンハイム?, Hikari no Hōenhaimu). È sempre il padre di Ed e Al, andatosene di casa poco dopo la nascita di Alphonse, ma per il resto la sua storia è molto diversa rispetto al fumetto. Si scopre che la sua anima ha circa quattrocento anni, che è sopravvissuto passando di corpo in corpo sfruttando delle pietre filosofali, e che ha abbandonato i familiari affinché non scoprissero che il suo corpo iniziava a deteriorarsi. Quando affronta Dante, che centinaia di anni prima era stata la sua donna, ella lo spedisce nel Portale. Hohenheim riesce ad attraversarlo, ritrovandosi nel nostro mondo. È doppiato in giapponese da Masashi Ebara nella prima serie e da Unshō Ishizuka nella seconda, mentre la sua voce italiana è prestata da Raffaele Farina in entrambe le serie.

### Padre
Il Padre (お父様?, Otō-sama), presente solo nel manga e nell'anime 2009, è il primo homunculus, creato nell'antica città di Xerxes a partire dal sangue di Van Hohenheim, al quale pertanto assomiglia molto fisicamente. Come ricompensa per averlo "generato" donò a Van Hohenheim sia il nome che la conoscenza dell'alchimia, sollevandolo così dalla sua condizione di schiavo. Fu lui a creare un enorme cerchio alchemico intorno a Xerses, facendo credere al re di Xerses di potere ottenere l'immortalità, sacrificando gli abitanti della città per ottenere un corpo umano e l'immortalità. È inoltre lui che creò gli homunculus infondendo loro parte della sua anima sotto forma di pietra filosofale. È lui che diede origine allo Stato di Amestris, con il fine di ripetere, in scala molto maggiore, ciò che fece a Xerses. Riesce a realizzare trasmutazioni alchemiche senza muovere nemmeno un muscolo e possiede tutti i poteri trasmessi anche ai suoi figli. È doppiato in giapponese da Iemasa Kayumi e in italiano da Raffaele Farina e da Silvano Piccardi nelle scene in cui si trova nell'ampolla.

### Dante
Dante (ダンテ?, Dante), personaggio che appare solo nella prima serie animata e conosciuta inizialmente solo come maestra di Izumi, si rivela poi essere l'antagonista principale della serie, ovvero colei che comanda gli homunculus. Anche la sua anima ha più di quattrocento anni, e fu la prima donna di Van Hohenheim. Vuole la pietra filosofale allo scopo di spostarsi da un corpo all'altro per prolungare la propria vita. È doppiata in giapponese da Shōko Tsuda e in italiano da Marisa Della Pasqua come Lyra e da Laura Rizzoli nelle scene da anziana.

## Militari

Principali militari nella nona copertina italiana del manga

Molti personaggi di Fullmetal Alchemist fanno parte dell'esercito di Amestris, le cui uniformi sono blu; i soldati di Briggs indossano inoltre un cappotto nero, o un'uniforme bianca durante le missioni. Edward, nonostante faccia parte dell'esercito in quanto alchimista di stato, non indossa mai tale uniforme, così come non la indossa Shou Tucker, alchimista di stato ricercatore.

### Roy Mustang
Il colonnello Roy Mustang (ロイ・マスタング?, Roi Masutangu) è noto come l'alchimista di fuoco. È in grado di creare scintille con l'ausilio di un guanto in fibra sintetica con sopra stampato un cerchio alchemico e, controllando la concentrazione di ossigeno nell'aria, riesce a indirizzare con estrema precisione getti di fuoco. Questa tecnica lo rende molto potente e letale in battaglia, ma a volte, come sotto la pioggia, essa si rivela del tutto inutile. Partecipò alla guerra di Ishbar in cui si rese conto di come gli alchimisti e i militari non aiutino affatto il paese. Per questo ambisce al titolo di Comandante Supremo, poiché, rivestendo il grado più alto dell'esercito, non sarebbe più costretto a eseguire ordini ingiusti e sarebbe in grado di cambiare in meglio il regno e proteggere più persone. Nella seconda serie anime viene costretto da Pride a compiere una trasmutazione umana, perdendo la propria vista che, in seguito, riesce a recuperare grazie alla pietra filosofale. È doppiato in giapponese da Tōru Ōkawa nella prima serie e da Shin'ichirō Miki nella seconda, mentre la sua voce italiana è prestata da Gianluca Iacono in entrambe le serie.

### Maes Hughes
Il tenente colonnello Maes Hughes (マース・ヒューズ?, Mās Hyūzu) è il migliore amico di Roy Mustang e fa parte del reparto investigativo. È pazzamente innamorato della moglie Glacier (グレイシア?, Gureishia) e adora sua figlia Elicya (エリシア?, Erishia), vantandosi con tutti di quanto sia dolce e carina. È un uomo molto gentile, dai capelli neri e gli occhi verdi, che porta gli occhiali e una barba leggera lungo la linea della mandibola. Nonostante il suo aspetto compassato e la sua vena comica, Hughes è un prezioso alleato di Mustang nel suo piano per diventare comandante supremo ed è dotato di una mente acuta e di discrete abilità in combattimento.
Sarà il primo a scoprire i rapporti esistenti tra gli homunculus e i piani alti dell'esercito. Morirà proprio per questo motivo per mano di Envy: l'homunculus lo attaccherà prima sotto l'aspetto del sottotenente Maria Ross e poi sotto le sembianze di sua moglie, rendendolo completamente incapace di reagire all'attacco. Per essere caduto in servizio sarà promosso di due gradi, sino a generale di brigata. In Il conquistatore di Shamballa compare il suo alter ego, un uomo severo e dal carattere molto più introverso dello Hughes originale. Al termine del lungometraggio spara all'efferata nazionalsocialista Dietlinde Eckart avendola scambiata per un mostro e trova il coraggio per aprirsi all'amata Glacia, alter ego di Glacier. È doppiato in giapponese da Keiji Fujiwara e in italiano da Alessandro Maria D'Errico in entrambe le serie.

### Riza Hawkeye
Il tenente Riza Hawkeye (リザ・ホークアイ?, Riza Hōkuai) è il braccio destro di Roy Mustang. È dedita al lavoro, attenta, rigorosa e in costante contrasto con il suo pigro superiore. Nonostante ciò nutre un grande affetto e una grande ammirazione per Mustang, che definisce la persona a lei più cara e del quale condivide gli ideali e il desiderio di rendere il paese un posto migliore. È un'abilissima cecchina in grado di maneggiare ogni tipo di arma da fuoco con estrema precisione. Nel corso della serie ottiene un cane da Kain Fury, che chiama Black Hayate (ブラックハヤテ?, Burakkuhayate) e addestra con grande disciplina.
Riza è la figlia del maestro di alchimia di Roy Mustang e sulla sua schiena è disegnato un complesso cerchio alchemico, in cui sono celati i segreti dell'alchimia di fuoco del padre. Dopo la guerra di Ishbar, Riza, scioccata dalla distruzione che può causare l'alchimia, chiede a Mustang di carbonizzarle la schiena e rendere indecifrabile il suo tatuaggio per impedire la nascita di un secondo alchimista di fuoco. Quando Mustang inizia a investigare sulla collaborazione tra homunculus ed esercito, Riza viene riassegnata come assistente personale di King Bradley come potenziale ostaggio. Dopo avere scoperto che il figlio di Bradley, Selim, è anch'egli un homunculus, Riza trova un modo per fare giungere la notizia a Mustang e in seguito defeziona dall'esercito per aiutare il suo superiore nel rovesciare King Bradley. È doppiata in giapponese da Michiko Neya nella prima serie e da Fumiko Orikasa nella seconda, mentre la sua voce italiana è prestata rispettivamente da Simona Biasetti e da Tania De Domenico.

### Jean Havoc
Con il grado di tenente, Jean Havoc (ジャン・ハボック?, Jan Habokku) è uno dei sottoposti di Roy. Molto abile con le armi da fuoco, fumatore incallito, è costantemente in cerca di una ragazza. Durante un appuntamento conosce Solaris, sotto la cui identità si cela in realtà Lust, la quale cerca invano di estrarre dall'uomo informazioni su Mustang. Durante lo scontro con Lust viene ferito alla colonna vertebrale dall'homunculus e rimane paralizzato dalle gambe in giù. Impossibilitato a seguire il proprio colonnello, torna a lavorare nell'attività di famiglia, supportando comunque la squadra di Mustang con i rifornimenti. Nell'epilogo dell'anime recupera l'uso delle gambe grazie alla pietra filosofale di Tim Marcoh, nel manga viene mostrato che ha recuperato parzialmente l'uso delle gambe, abbastanza da stare in piedi, e di stare facendo riabilitazione per tornare a camminare del tutto, sotto la supervisione del dottor Knox. È doppiato in giapponese da Yasunori Matsumoto nella prima serie e da Yūji Ueda nella seconda, mentre in italiano la sua voce è prestata da Patrizio Prata in entrambe le serie.

### Heymans Breda
Heymans Breda (ハイマンス・ブレダ?, Haimansu Bureda) è un sottotenente al servizio di Roy: inizialmente di stanza a East City, sarà uno dei fedelissimi che l'alchimista di fuoco porterà con sé a Central City. Fisicamente si presenta come un soldato sulla trentina dal fisico tarchiato e massiccio e capelli rossicci rasati ai lati della testa. Anche il viso ha tratti marcati, specie il naso, mentre gli occhi sono piccoli e chiari. Molto spesso viene rappresentato nell'atto di mangiare qualcosa e tende a portare la giacca della divisa slacciata, lasciando vedere la maglietta bianca sottostante. A causa del suo aspetto massiccio e dell'atteggiamento apparentemente rilassato, viene spesso sottovalutato anche dagli altri soldati. In realtà, nel capitolo 61 del manga viene rivelato che è stato il primo del suo corso all'Accademia Militare; il suo ruolo all'interno del team consiste, molto spesso, nell'affiancare il colonnello: infatti Breda è uno specialista nel raccogliere informazioni e fare indagini.
Quando Mustang darà a ciascun subordinato un nome di un pezzo degli scacchi in relazione al ruolo che ciascuno ricopre all'interno della squadra, Breda otterrà la torre in quanto è adatto sia all'attacco che alla difesa. È doppiato in giapponese da Tomoyuki Shimura nella prima serie e da Biichi Satō nella seconda, mentre in italiano da Marco Benedetti in entrambe le serie.

### Vato Falman
Vato Falman (ヴァトー・ファルマン?, Vatō Faruman) è un maresciallo (poi promosso sottotenente) prima al servizio di Hughes e poi di Roy, vera banca dati vivente, uomo dalla grande memoria, possiede informazioni enciclopediche su ogni cosa. Grazie alle sue conoscenze riguardo alle grandi stragi di Amestris, aiuta a identificare il cerchio alchemico intorno alla nazione progettato dal Padre. È doppiato in giapponese da Takehiro Murozono nella prima serie e da Kenji Hamada nella seconda, mentre in italiano la sua voce è prestata da Paolo Sesana in entrambe le serie.

### Kain Fury
Kain Fury (ケイン・フュリー?, Kein Fyurī), traslitterato anche come Kain Fuery, è un sergente maggiore al servizio di Roy, esperto di elettronica e robotica, molto gentile e disponibile, è lui a portare nel quartier generale il cucciolo di cane, Black Hayate, che verrà poi adottato da Riza. È doppiato in giapponese da Tetsuya Kakihara e in italiano da Marco Benedetti in entrambe le serie.

### Alex Louis Armstrong

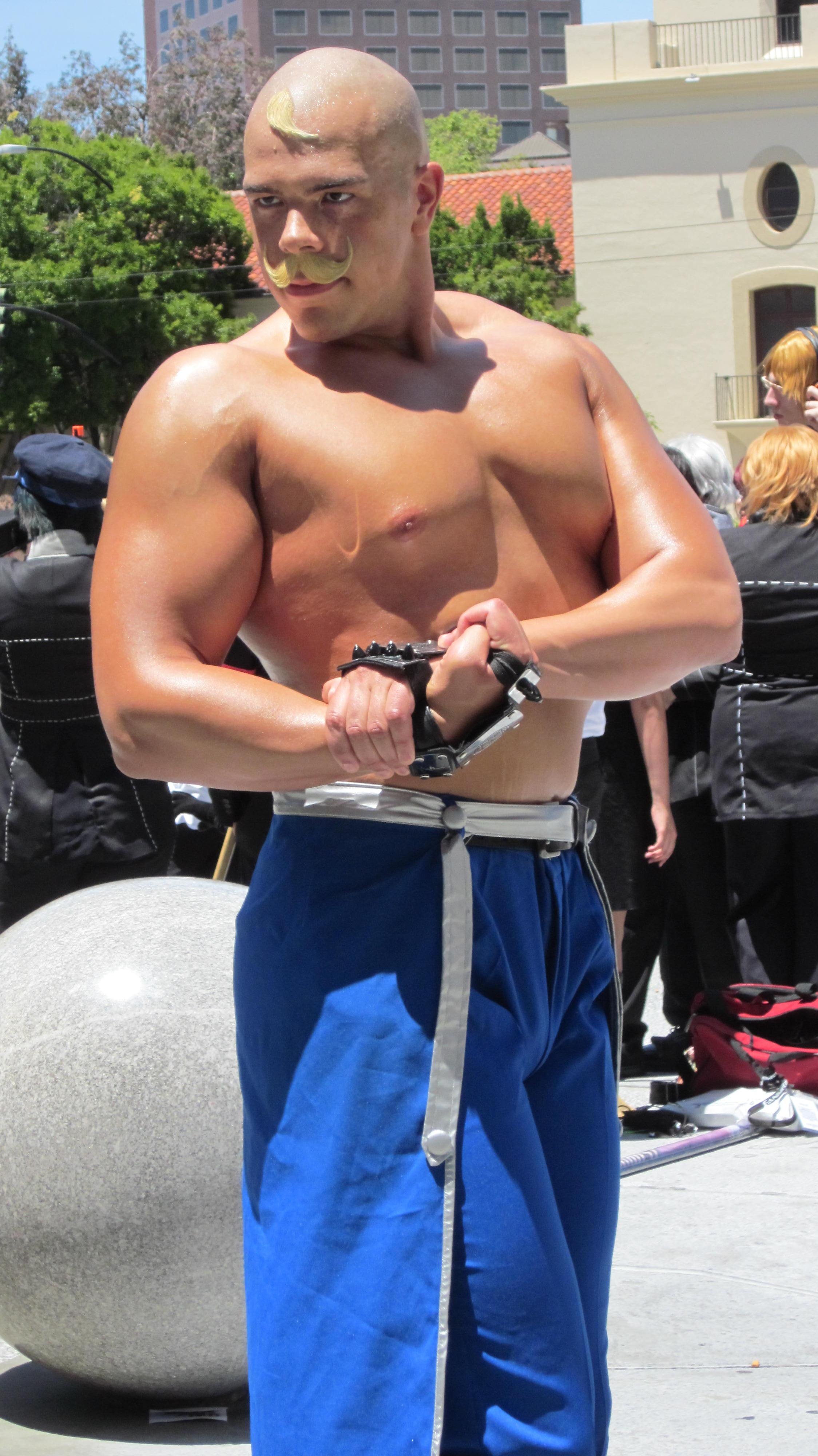
Cosplayer di Alex Louis Armstrong

Il maggiore Alex Louis Armstrong (アレックス・ルイ・アームストロング?, Arekkusu Rui Āmusutorongu) è conosciuto come l'"alchimista nerboruto" (豪腕の錬金術師?, gōwan no renkinjutsushi). Dotato di un fisico eccezionale, che non esita a mostrare in ogni occasione togliendosi la divisa, pratica l'alchimia artistica che viene tramandata di generazione in generazione nella sua famiglia, e che consiste nel modificare la forma degli oggetti colpendoli con dei tirapugni con su stampato un cerchio alchemico, oggetti che generalmente trasforma in piccole statuette rappresentanti se stesso. Nonostante la sua grande mole è estremamente agile. Ha un unico capello biondo e arricciato (caratteristica che contraddistingue la sua famiglia) al centro della fronte, due grandi baffi anch'essi arricciati che coprono la bocca e gli occhi piccoli e lucidi. È un soldato estremamente gentile e sensibile, facile al pianto e molto legato al destino dei suoi subordinati. Nonostante la sua apparenza comica, Armstrong sa essere serio se la situazione lo richiede. Disprezza inoltre la violenza e cerca di risolvere i conflitti sempre in modo pacifico.
Armstrong discende da una ricca famiglia aristocratica ed è l'unico figlio maschio su un totale di cinque, secondo solo a Olivier Milla. Ha partecipato alla guerra civile di Ishbar ma, ribellatosi agli ordini di sterminare tutti i civili, è stato rimandato a Central City. È proprio Armstrong a consigliare ai fratelli Elric di recarsi alla fortezza di Briggs retta dalla sorella maggiore Olivier: la sua lettera di raccomandazione viene da lei prontamente strappata a dimostrazione dell'astio nei suoi confronti, ma Alex non sembra condividerlo. Durante la battaglia a Central City aiuta la sorella, Izumi e Shigu Curtis ad abbattere Sloth. È doppiato in giapponese da Kenji Utsumi e in italiano da Mario Zucca in entrambe le serie.

### Olivier Milla Armstrong

Olivier Milla Armstrong sulla copertina del volume 17 del manga. Sullo sfondo da sinistra: Buccaneer e Miles.

Il generale maggiore Olivier Milla Armstrong (オリヴィエ・ミラ・アームストロング?, Orivie Mira Āmusutorongu) è la sorella maggiore di Alex Louis Armstrong. Nota come "regina delle nevi" o "parete nord di Briggs" è incaricata della difesa della fortezza di Briggs contro gli attacchi di Drachma. Armstrong è una donna dal fisico statuario e generoso nelle forme. Ha lunghi capelli biondi, labbra carnose e occhi azzurri che esprimono il suo carattere duro, freddo e autoritario, sottolineato anche dal portamento elegante e imperioso. Sopra la divisa indossa un giubbotto scuro con risvolti in pelliccia sul colletto e sulle maniche. Legato ai fianchi porta sempre un fioretto con il manico e l'elsa decorati. Armstrong si presenta come una donna autoritaria, severa e altezzosa, insofferente alle formalità e incline a ignorare gli ordini se non li condivide. Nonostante il suo atteggiamento duro la donna nutre un affetto sincero nei confronti della sua famiglia e dei suoi subordinati, i quali la venerano, la temono e si fidano ciecamente di lei.
Armstrong appare per la prima volta quando i fratelli Elric si recano a Briggs, dove, dopo l'attacco di Sloth, apprende da Edward e Alphonse dei rapporti tra gli homunculus e l'esercito. Desiderosa di aiutare i due e di farla pagare ai piani alti dell'esercito, Armstrong inganna il generale Raven, giunto assieme a Kimbly a Briggs per una visita di ispezione, e si sbarazza di lui dilaniandolo con la spada e seppellendolo sotto il cemento. Armstrong viene poi trasferita a Central City, dove fa credere di essere interessata a prendere il posto di Raven fra i membri corrotti dell'élite militare. Successivamente, preso il controllo dei beni di famiglia vincendo uno scontro con il fratello Alex e messi al sicuro i suoi genitori e le sue sorelle, il generale utilizza l'enorme villa come nascondiglio e quartier generale per le sue truppe, allo scopo di prendere di sorpresa Central City in accordo con le mosse di Mustang. Durante la battaglia Armstrong combatte e sconfigge Sloth assieme al fratello Alex e ai coniugi Curtis. Due anni dopo Grumman accenna che Olivier è tornata a Nord nuovamente. È doppiata in giapponese da Yōko Sōmi e in italiano da Cinzia Massironi.

### Zolf J. Kimbly
Zolf J. Kimbly (ゾルフ・J・キンブリー?, Zorufu J Kinburī) è un criminale di guerra e un veterano della guerra di Ishbar. Il suo soprannome, nelle edizioni italiane del manga e nella prima serie animata, è "alchimista scarlatto" (紅蓮の錬金術師?, guren no renkinjutsushi); in Brotherhood invece è "alchimista cremisi". Ha un aspetto curato ed elegante, veste di bianco, e porta sempre sopra il completo un soprabito, una sciarpa e un cappello rigorosamente in perfetto ordine. I suoi lunghi capelli neri sono raccolti in una coda. Utilizzando i cerchi alchemici tatuati sui palmi delle mani, è in grado di trasmutare tutto ciò con cui entra in contatto in esplosivo, semplicemente battendo le mani.
Sadico e psicopatico, Kimbly ottenne diversi riconoscimenti in guerra per l'efferatezza e la dedizione con cui combatteva gli Ishbariani, vedendosi per questo assegnata una pietra filosofale incompleta in modo da amplificare i suoi poteri. Con essa uccise la famiglia di Scar, lasciandolo come unico superstite. Finita la guerra Kimbly, non volendo separarsi dalla pietra filosofale, la inghiottì ed eliminò i superiori che gliel'avevano assegnata, venendo per questo imprigionato nel carcere di Central City. Viene rilasciato dal carcere per ordine di King Bradley e, al servizio degli homunculus, si appresta a dare la caccia al gruppo di Scar. Giunge così sui monti Briggs, ma la sua missione fallisce a causa dell'intromissione dei fratelli Elric. Riceve quindi l'ordine di provocare un attacco da parte di Drachma alla fortezza di Briggs, facendo trapelare l'informazione dell'assenza del generale maggiore Armstrong; attacco che viene sventato dai soldati di Amestris provocando gravi perdite alla nazione rivale. Successivamente libera Pride dalla cupola di terra in cui Van Hohenheim lo aveva rinchiuso, per poi venire azzannato dalla chimera Heinkel ed essere infine divorato dallo stesso Pride. Tuttavia, invece che perdere la propria coscienza all'interno delle anime che costituiscono il corpo di Pride, Kimbly mantiene la propria individualità. Riesce persino a ostacolare l'homunculus quando questi tenta di prendere possesso del corpo di Edward, non per una tardiva redenzione bensì perché considera Pride un ipocrita che non fa altro che guardare gli umani come esseri inferiori per poi cercare rifugio nel corpo di un umano quando si trova in pericolo, sancendo la vittoria dell'alchimista d'acciaio.
Nell'anime del 2003 fugge dal Laboratorio nº5 assieme a Greed, per poi tradirlo e tornare al servizio dei militari. Viene così inviato a dare la caccia a Scar. Quando finalmente si incontrano, Kimbly ha la peggio, ma riesce ad afferrare Alphonse e trasformare la sua armatura in una bomba a orologeria. Scar riesce a evitare l'esplosione soltanto trasmutando l'armatura nella pietra filosofale. È doppiato in giapponese da Yūji Ueda nella prima serie e da Hiroyuki Yoshino nella seconda, mentre in italiano la sua voce è prestata rispettivamente da Claudio Ridolfo e Paolo Sesana.

### Frank Archer
Frank Archer (フランク・アーチャー?, Furanku Āchā) è un militare particolarmente zelante presente solo nell'anime del 2003. Non vede di buon occhio i fratelli Elric e, dopo essere stato assegnato al tribunale militare al posto di Maes Hughes, si interessa a chimere e homunculus e spinge Kimbly a tradire Greed. Archer cerca il modo di fare carriera ed è disposto a prendere d'assalto una città per riuscire a mettersi in mostra nell'esercito. Subisce gravissime lesioni quando Scar trasmuta la città di Reole per ottenere la pietra filosofale, ma riesce a sopravvivere. Ricompare alla fine della serie, trasformato in una spietata macchina da guerra grazie all'innesto di automail a rimpiazzare la metà perduta del suo corpo. Alla fine viene ucciso da Riza mentre tenta di uccidere Mustang. È doppiato in giapponese da Shō Hayami e in italiano da Claudio Moneta.

### Basque Grand
Il brigadiere generale Basque Grand (バスク・グラン?, Basuku Guran) è noto come l'Alchimista di Ferro e Sangue. Utilizza il ferro nel suo corpo per trasmutare la propria carne in armi da fuoco. È uno dei quattro alchimisti di stato più forti impiegati nel massacro di Ishbar, ma viene ucciso da Scar prima dell'inizio della storia. In un omake l'autrice mostra che Scar lo ha preso alle spalle mentre se ne tornava a casa una sera per una strada deserta. A detta di Mustang, Grand era il migliore nella trasmutazione di armi e nel corpo a corpo.
Nell'anime del 2003 ha una personalità spietata, bellicosa e crudele, ed è pronto a tutto per sterminare fino all'ultimo abitante di Ishbar. È inoltre il supervisore delle ricerche sulla pietra filosofale condotte dall'esercito e viene ucciso da Scar di fronte ai fratelli Elric, senza avere tempo di utilizzare la pietra incompleta che aveva appena recuperato dal dottor Marcoh. È doppiato in giapponese da Shin Aomori in entrambe le serie e in italiano da Dario Oppido nella prima e da Natale Ciravolo nella seconda.

### Maria Ross
Maria Ross (マリア・ロス?, Maria Rosu), sottotenente al servizio del maggiore Alex Louis Armstrong, è posta come guardia del corpo di Edward insieme al sergente Brosh durante la presenza di Scar in città. Viene in seguito processata perché ritenuta colpevole della morte di Maes Hughes, inchiodata da un proiettile della sua pistola usato per difendere Edward al Laboratorio nº5. Viene salvata grazie a uno stratagemma di Roy Mustang e fugge verso Est. Quando Mustang e gli uomini di Briggs portano scompiglio a Central City Maria Ross ritorna, informata da Jean Havoc, portando loro un camion carico di munizioni. È doppiata in giapponese da Mitsuki Saiga nella prima serie e da Kaori Nazuka nella seconda, mentre la sua voce italiana è prestata da Maddalena Vadacca.

### Denny Brosh
Denny Brosh (デニー・ブロッシュ?, Denī Brosshu), sergente, accompagna sempre Maria Ross e ne è segretamente innamorato. Quando Maria fugge segretamente a Xing, ella chiede ad Armstrong di non rivelare a Brosh che la sua morte è stata solo inscenata, perché afferma che l'uomo non sia assolutamente in grado di mantenere i segreti. Dopo la fuga di Maria apparirà poche volte, fin quando quest'ultima non tornerà durante il colpo di Stato di Roy Mustang e gli uomini di Briggs. È doppiato in giapponese da Masao Harada nella prima serie e da Yūki Hayashi nella seconda, mentre la sua voce italiana è prestata da Roger Mantovani.

### Joliot Comanche
Joliot Comanche (ジョリオ・コマンチ?, Jorio Komanchi), personaggio che appare solo nel manga e nell'anime 2009, è conosciuto anche come l'alchimista d'argento. È uno degli alchimisti che hanno preso parte alla guerra di sterminio di Ishbar, nella quale ha perso una gamba, rimpiazzata poi da una rudimentale protesi in legno, e prova quindi grande rancore contro gli ishbariani. Combatte trasmutando in armi ciò che tocca, a patto che sia solido, utilizzando il semplice battito delle mani al posto dei cerchi alchemici, che vengono sostituiti da una serie di intricati tatuaggi sui palmi. Muore durante un combattimento con Scar. È doppiato in giapponese da Tadashi Miyazawa e in italiano da Stefano Albertini.

### Isaac McDougal
Isaac McDougal (アイザック・マクドゥーガル?, Aizakku MakuDūgaru), personaggio che appare solo nella seconda serie animata, è un ex maggiore dell'esercito nonché alchimista di stato meglio conosciuto come l'alchimista di ghiaccio. Appare nel primo episodio della serie, a Central City, dove fa sfoggio della sua alchimia d'acqua a discapito dei militari che cercano di arrestarlo, tentando di creare un enorme cerchio alchemico di ghiaccio in città, in modo da congelare il comando centrale dell'esercito. Il suo scopo è quello di eliminare King Bradley e la corruzione dell'esercito, colpevole di crimini terribili a Ishbar. Tenta senza successo di convincere Kimbly, detenuto in carcere, a unirsi a lui, credendo che egli avesse ucciso degli ufficiali a Ishbar per fermare la guerra. Isaac, dopo avere combattuto contro Alex Louis Armstrong, Roy Mustang e i fratelli Elric, si ritrova, ferito, di fronte a King Bradley; si scaglia quindi contro di lui dopo avere ricavato una lancia di ghiaccio con il proprio sangue, ma il comandante supremo lo uccide con la propria spada. Mentre muore si scopre che McDougal era potenziato da una piccola pietra filosofale, che evapora. È doppiato in giapponese da Kōichi Yamadera e in italiano da Marco Balzarotti.

### Shou Tucker
Shou Tucker (ショウ・タッカー?, Shō Takkā), chiamato l'alchimista intreccia-vite, è noto per la creazione di chimere "parlanti". Edward e Alphonse scoprono però che è in grado di ottenerle soltanto utilizzando degli esseri umani, e che per propiziare i suoi due successi trasmutò in chimera sua moglie e successivamente sua figlia di quattro anni. Viene perciò tenuto agli arresti domiciliari in attesa di un processo. Durante questo periodo di tempo viene brutalmente ucciso da Scar, insieme alla chimera che aveva creato a partire da sua figlia Nina e dal cane Alexander.
Nella prima serie anime viene arrestato dopo la scoperta dei fratelli Elric e, si dice, giustiziato; più avanti si scopre invece che è stato posto a condurre esperimenti segreti nel Laboratorio nº5, dove ha continuato gli studi di Tim Marcoh ed è diventato una chimera egli stesso. Quando i militari fanno irruzione, lascia il laboratorio assieme a Greed, per poi tradirlo a favore di Archer. Alla fine, sfrutta la pietra filosofale di Al tentando di riportare in vita la figlia; grazie alla pietra, riesce a ricostruirne perfettamente il corpo, ma non riesce comunque a riportarvi l'anima della bambina. È doppiato in giapponese da Makoto Nagai e in italiano da Federico Danti in entrambe le serie.

### Hakuro
Il generale maggiore Hakuro (ハクロ?, Hakuro) è un alto ufficiale dell'esercito. Sia nel manga che nell'anime del 2003, il treno dove viaggia con la famiglia viene attaccato da un gruppo di ribelli che desiderano utilizzare l'uomo come merce di scambio, e viene ferito a un orecchio. In entrambi i casi, la situazione viene risolta da Edward e Alphonse; nell'anime Ed non è ancora un alchimista di stato, e il generale concede loro la possibilità di sostenere l'esame nonostante la giovane età, come ringraziamento. Successivamente, Hakuro compare brevemente in altre occasioni, solitamente in ruoli marginali. Nel manga, durante un'esercitazione militare a est, è lui a informare King Bradley delle voci che dei terroristi di Ishbar si stiano dirigendo a Central City, dando involontariamente la possibilità ai suoi nemici di fare saltare il treno con a bordo il comandante supremo. È doppiato in giapponese da Jin Horikawa nella prima serie e da Tora Take nella seconda, mentre la sua voce italiana è prestata rispettivamente da Natale Ciravolo e da Roger Mantovani.

### Grumman
Grumman (グラマン?, Guraman) è un tenente generale ormai anziano con dei grandi baffi. È amico di Roy Mustang, con il quale giocava a scacchi quando era dislocato a est e contro il quale totalizza una sola sconfitta. Nonostante il suo grado, non fa parte dell'élite militare corrotta e anzi aiuta Mustang; divenendo il nuovo Comandante Supremo alla fine della serie. Nonostante le apparenze dimostra una grande astuzia, arrivando a travestirsi o a nascondere biglietti nelle pedine degli scacchi per comunicare con Mustang in modo sicuro. Come descritto nel Character Guide Book è il nonno materno di Riza Hawkeye, anche se questa non sembra essere a conoscenza del loro grado di parentela. In Brotherhood è doppiato in giapponese da Rokurō Naya e in italiano da Mario Scarabelli.

### Miles
Miles (ミレス?, Miresu) è un maggiore stanziato a Briggs, sotto il comando di Olivier Milla Armstrong da anni. Non compare nella prima serie animata. Nelle sue vene scorre un quarto di sangue di Ishbar, di cui presenta la pelle scura e i caratteristici occhi rossi. Risparmiato dallo sterminio di Ishbar, ha messo da parte il suo odio per l'esercito e ha lavorato alla fortezza, dove si deve essere forti per sopravvivere e non c'è tempo per badare alle etnie, come assistente della Armstrong. È doppiato in giapponese da Kazuya Nakai e in italiano da Giacomo Zito.

### Buccaneer
Il capitano Buccaneer (バッカニア?, Bakkania) è un militare di Briggs, dotato di un braccio automail realizzato con il materiale in uso al nord, dove i normali automail possono uccidere il loro proprietario a causa del freddo. Non compare nella prima serie animata. Spesso utilizza un automail motosega, mentre altre volte un "normale" braccio meccanico. Dapprima affronta i fratelli Elric quando arrivano a Briggs senza essere attesi e più avanti, durante l'attacco al quartier generale di Central City, combatte valorosamente di fronte al portone principale, ma non può competere con King Bradley: durante lo scontro, infatti, viene ferito mortalmente, ma nonostante ciò riesce comunque a infliggere una profonda ferita all'homunculus usando il corpo morente di Fu per impedire a Bradley di vedere il suo attacco, trapassando l'anziano con una spada e trafiggendo lo stesso homunculus. In punto di morte chiede a Ling di aiutare i suoi uomini a difendere il portone principale. Data la sua mole fisica, spesso viene definito un "orso con la pettinatura da moicano". È doppiato in giapponese da Ryūzaburō Ōtomo e in italiano da Stefano Albertini.

### Raven
Raven (レイブン?, Reibun) è un tenente generale dell'esercito che fa parte dell'élite militare corrotta. In passato ha chiesto a Grumman se fosse interessato a un'armata immortale, ma questi ha rifiutato. È lui a portare Mustang da King Bradley, dopo che il colonnello è venuto a conoscenza della vera natura del comandante supremo. A Briggs, dopo avere portato un medico alchimista a curare Kimbly, propone anche alla Armstrong un esercito immortale, ma viene ucciso dalla donna, che prende poi il posto così liberatosi fra i capi militari a Central City, infiltrandosi fra i corrotti. In Brotherhood è doppiato in giapponese da Katsuhisa Hōki e in italiano da Marco Balzarotti, nell'episodio 24, e da Natale Ciravolo, dall'episodio 35 in poi.

## Homunculus

Un uroboro. Il simbolo che identifica gli homunculus comprende anche un paio di ali nella parte superiore e alcuni triangoli all'interno.

Gli homunculus (ホムンクルス?, homunkurusu) costituiscono la fazione degli antagonisti. Sono esseri dalle abilità eccezionali, creati dal Padre. Ognuno di loro prende il nome da uno dei sette vizi capitali e presenta il simbolo dell'uroboro in una parte del corpo. Nel manga e nell'anime 2009 si distinguono in due categorie: quelli nati dall'inserimento della pietra filosofale all'interno del corpo umano o quelli creati dal Padre, espellendoli dal proprio corpo. La pietra filosofale all'interno di un homunculus ne costituisce il nucleo e, per quanto il suo corpo venga danneggiato, si ricostruisce completamente a partire dalla pietra in pochi secondi (la loro anima è inoltre legata alla pietra). Sono dotati di poteri eccezionali e il numero di vite a loro disposizione è alto, ma non illimitato. Quando la loro pietra filosofale esaurisce i loro poteri rigeneranti smettono di funzionare e i loro corpi si dissolvono in polvere. Uno di essi tuttavia, Wrath, non solo è in grado di invecchiare, ma non possiede alcun potere rigenerativo.
Nell'anime del 2003 sono esseri semi-perfetti, nati artificialmente da tentativi di trasmutazioni umane fallite. Hanno una vita praticamente infinita e si nutrono di pietre filosofali incomplete dette pietre rosse: sono queste a fornire loro molteplici vite ed enormi capacità rigenerative. È possibile comunque sconfiggerli: se posti vicino a un pezzo del corpo originale della persona che si era tentato di riportare in vita, non riescono più a muoversi. Dopo avere consumato tutte le loro pietre rosse è infine possibile ucciderli veramente colpendoli mortalmente un'ultima volta. La loro anima è incompleta, e pertanto il loro principale obiettivo è riuscire a creare una pietra filosofale completa che conferisca loro un'anima intera, rendendoli esseri umani veri e propri e cancellando la fama di "esperimenti falliti" che si portano dietro. Nello speciale Fullmetal Alchemist: Reflections viene rivelato che Dante ha dato loro i nomi dei peccati capitali perché gli homunculus sono nati da peccati delle persone (le proibite trasmutazioni umane). Prima di essere creati, gli homunculus non sono creature appartenenti al mondo di Amestris ma del Portale, fonte dell'alchimia. Subito dopo la nascita appaiono come orribili ammassi di carne e ossa, ma acquisiscono forma umana solo dopo avere mangiato delle pietre rosse. Possono assomigliare alla persona che si era tentato di trasmutare, ma non ne posseggono i ricordi.

### Lust
Lust (ラスト?, Rasuto) deriva dalla lussuria del Padre. Ha l'aspetto di una donna sensuale e provocante, che preferisce agire nell'ombra e manipolare gli umani per ottenere i suoi scopi. La sua capacità consiste nell'allungare sensibilmente le dita delle mani e renderle taglienti come rasoi; per questo viene anche definita "lancia perfetta" (最強の矛?, saikyō no hoko). Ha il simbolo dell'uroboro tatuato sul petto. Incaricata di raccogliere informazioni su quanto si sappia degli homunculus e della loro relazione con la pietra filosofale, Lust fa la sua comparsa a Reole, dove uccide l'ormai inutile Cornello, e insieme a Envy fa crollare il Laboratorio nº5 quando i fratelli Elric si avvicinano troppo alla verità. In seguito, quando Roy Mustang e i suoi sottoposti si introducono nel covo degli homunculus aggredisce gli infiltrati, ferendo Jean Havoc alla colonna vertebrale e paralizzandolo, per poi ferire gravemente Roy al fianco. Sebbene ferito, Roy cauterizza la ferita con il fuoco e ricorre ai suoi poteri per bruciare Lust ripetutamente tra le fiamme ed esaurire così la sua pietra filosofale uccidendola.
Nell'anime del 2003 nella sua vita precedente Lust era una donna di Ishbar, la compagna del fratello di Scar. Dopo la sua morte, il fratello di Scar, accecato dall'amore che provava per lei, tentò di farla tornare in vita con la resurrezione, ma qualcosa andò storto e la donna diventò un homunculus. Talvolta le riaffiorano ricordi della sua vita precedente. Alla fine, desiderosa di diventare un'umana, decide di allearsi con Edward, ma viene uccisa da Wrath. È doppiata in giapponese da Yūko Satō nella prima serie e da Kikuko Inoue nella seconda, mentre la sua voce italiana è prestata da Stefania Patruno in entrambe le serie.

### Gluttony
Gluttony (グラトニー?, Guratonī) deriva dalla gola del Padre. È un homunculus obeso e pelato, con un carattere infantile e ingenuo che si preoccupa quasi esclusivamente di mangiare. La sua larga bocca, le mascelle potenti e la saliva corrosiva gli permettono di divorare quasi ogni cosa, privilegiando in modo particolare gli avversari sconfitti. Il suo uroboro è localizzato sulla lingua. Si tratta di un tentativo fallito da parte del Padre di creare un secondo Portale della verità. Il vero aspetto di Gluttony si manifesta attivando questo portale: in questo caso il petto e lo stomaco si aprono in una grande bocca oscura, mentre le costole si allungano diventandone i denti. Nel mezzo di questa grottesca fauce si viene poi a trovare un occhio verticale, simile all'occhio del Portale della verità. Tutto quello che viene divorato da Gluttony finisce nella dimensione al suo interno, un luogo da cui è impossibile uscire se non tramite un sacrificio umano.
Dopo la morte di Lust per mano di Roy Mustang, tenta più volte di vendicare la compagna; durante uno di questi tentativi finisce per mangiare Envy, Edward e Ling, motivo per cui Alphonse lo convince a condurlo dal Padre per liberarli. Arrivato al cospetto del capo degli homunculus, Gluttony vomita le sue prede in quanto Ed ha usato la pietra filosofale di Envy per liberarsi dal suo stomaco. Nello scontro che segue Gluttony rimane ucciso ma viene resuscitato dal Padre. Dopodiché viene incaricato di uccidere i fratelli Elric insieme a Pride, ma, quando durante lo scontro i due homunculus sono messi alle strette, Gluttony viene inaspettatamente divorato dal suo partner.
Nella prima serie animata è un homunculus creato per generare pietre filosofali incomplete. Ha sempre un grande appetito, è in grado di mangiare facilmente persone e oggetti ed è l'unico homunculus di cui non si conosce il creatore. Dopo avere saputo della morte di Lust, Gluttony sconvolto non riesce più a rendersi utile e allora Dante lo priva della mente lasciando in lui solo il suo appetito; tuttavia Dante ne perde il controllo e Gluttony finisce per divorare la donna stessa. Nel film Il conquistatore di Shamballa riappare sotto forma di un mostro enorme e ingaggia un furioso combattimento con Wrath, finendo poi per essere sacrificato assieme a Wrath stesso per l'apertura del Portale fra i due mondi. È doppiato in giapponese da Yasuhiro Takato nella prima serie e da Tetsu Shiratori nella seconda, mentre la sua voce italiana è prestata rispettivamente da Luca Sandri e da Raffaele Fallica.

### Envy
Envy (エンヴィー?, Envī) deriva dall'invidia del Padre e ha la capacità di cambiare il proprio aspetto in quello di altri esseri viventi o oggetti inanimati. Grazie a questa sua abilità Envy agisce spesso come infiltrato per gli altri homunculus, adottando l'identità di altri per ottenere informazioni utili. La forma che preferisce e che adotta più di frequente è quella di un giovane androgino; il suo vero aspetto tuttavia è quello di una gigantesca chimera verde, con i corpi e le anime della gente usata per la sua creazione che trasudano dalla sua pelle. Ha il simbolo dell'uroboro sulla coscia sinistra. È irascibile e sarcastico e tende ad attaccare briga anche con i suoi stessi compagni. Egli inoltre, insieme a Lust, prova un assoluto disprezzo per gli umani, che ritiene pressoché inutili, anche se questo suo disprezzo è dovuto al fatto che in realtà Envy sia invidioso degli umani.
Insieme a Lust distrugge il laboratorio nº5 per impedire ai fratelli Elric di scoprire la verità e successivamente si rende responsabile della morte di Maes Hughes quando questi scopre il piano degli homunculus. Ricevuto l'incarico di catturare Tim Marcoh viene sconfitto in battaglia, tutte le anime che lo compongono vengono distrutte ed egli viene ridotto a una piccola creatura dall'aspetto di camaleonte, che rappresenta la sua forma originale e che continua a manifestare la personalità dell'homunculus. Envy viene quindi posto in un barattolo di vetro e consegnato a May Chang che vorrebbe riportarlo con sé a Xing; l'homunculus la convince però a tornare a Central, riuscendo infine a ricreare il suo corpo assorbendo dei soldati-manichino potenziati con delle pietre filosofali. In seguito Roy Mustang scopre che è stato Envy ad assassinare Hughes e incenerisce l'homunculus fino a farlo regredire alla sua forma originale. Divenuto bersaglio della compassione di Edward, per via della gelosia che prova nei confronti degli esseri umani, Envy preferisce suicidarsi piuttosto che tollerare l'onta, strappandosi la pietra filosofale che lo teneva in vita e distruggendola.
Nella prima serie anime Envy ha le stesse caratteristiche che presenta nel manga, conservando il suo sarcasmo e sadismo ma è anche molto più arrogante. Era precedentemente figlio di Dante e Van Hohenheim e quindi fratellastro di Edward e Alphonse, morto tuttavia da giovane. Fu lo stesso padre a tentare una trasmutazione umana, non riuscita. Ha una particolare avversione contro i fratelli Elric, specialmente per Edward. Controlla la città di Reole spacciandosi per il vero Cornello, gli viene successivamente ordinato di uccidere Hughes che aveva scoperto le infiltrazioni ai piani alti dell'esercito. La sua vera forma è quella di un ragazzo biondo, che maschera con il suo aspetto preferito. Alla fine decide di attraversare il Portale per cercare e uccidere Van Hohenheim e prima di svanire assume le sembianze di un drago, aspetto con cui appare in Il conquistatore di Shamballa, dove viene catturato dai nazisti, sfruttato e distrutto per aprire un passaggio fra i due mondi. È doppiato in giapponese da Mayumi Yamaguchi nella prima serie e da Minami Takayama nella seconda, mentre la sua voce italiana è prestata da Alessandra Felletti in entrambe le serie.

### Greed
Greed (グリード?, Gurīdo) deriva dall'avidità del Padre e pertanto ha uno smisurato senso del possesso. È chiamato anche "scudo perfetto" (最強の盾?, saikyō no tate), per la sua capacità di costruire una corazza che lo rende invulnerabile sfruttando il carbonio che si trova nel suo corpo. Greed ha l'aspetto di un uomo alto, magro e muscoloso, dal viso squadrato, un naso appuntito e con dei capelli scuri dritti sulla testa. Porta spesso degli occhiali da sole e veste con un giubbotto in pelle nera dal colletto di pelliccia e dei pantaloni anch'essi in pelle nera. Il simbolo dell'uroburo è posto nel dorso della sua mano sinistra.

Combattimento fra Edward Elric e Greed sulla copertina dell'ottavo DVD della prima serie anime

Poiché la sua smania di possesso cozza con i piani degli homunculus, Greed decide di tradire i suoi compagni e abbandona il Padre un secolo prima degli eventi narrati. In seguito fa rapire Alphonse dai suoi subordinati chimere per ottenere da lui e dal fratello il segreto dell'immortalità. Viene tuttavia attaccato e sconfitto da King Bradley; condotto al cospetto del Padre, Greed rifiuta di riunirsi agli homunculus e viene pertanto trasformato in pietra filosofale e riassorbito dal Padre. In seguito Ling Yao, in cerca di un modo per ottenere l'immortalità, si offre di diventare il nuovo Greed; gli viene così iniettata la pietra filosofale, dando all'anima di Greed il controllo completo del suo corpo e il sopravvento sulla sua personalità. Sebbene questo Greed non abbia ricordi della sua vita precedente, la morte di Bido per mano sua gli fa tornare parzialmente la memoria. Adirato con Bradley per avere ucciso in precedenza i suoi subordinati e istigato da Ling, che riesce a fare riaffiorare per alcuni istanti la propria coscienza, Greed tradisce nuovamente gli homunculus e si allea con Edward nell'affrontare il Padre, desiderando segretamente ottenerne i poteri per dominare il mondo. Tuttavia, durante lo scontro finale, Greed comprende che il suo vero desiderio è l'amicizia; quando il Padre, messo alle strette da Edward, tenta quindi di riassorbirlo, Greed si sacrifica per lasciare indietro Ling e usare le sue abilità per indebolire il corpo del Padre dall'interno, prima di venire disintegrato e morire serenamente, poiché l'amicizia di Ling e di Edward gli ha finalmente fatto riempire il vuoto che aveva sempre sentito dentro a causa della sua smisurata avidità.
Nell'anime del 2003 Greed si è ribellato a Dante e per questo è stato sigillato per centinaia d'anni affinché non intralciasse i piani della sua padrona. Riuscito a fuggire dal Laboratorio nº5, Greed arruola con sé un esercito di chimere, nonché Zolf J. Kimbly e Shou Tucker, anch'essi criminali imprigionati nella struttura, e si trasferisce nella città di Dublith, nascondendosi insieme ai suoi nuovi compagni in un locale chiamato Devil's Nest. Trovato dagli homunculus e da Dante, che sterminano il suo seguito e lo privano di tutte le sue pietre rosse, Greed affronta in un ultimo scontro Edward Elric, il quale riesce a ucciderlo, trasmutando la sua corazza in un materiale più fragile. Poco prima di morire rivela al ragazzo il punto debole degli homunculus, così da permettergli di perpetrare la sua vendetta. È doppiato in giapponese da Junichi Suwabe nella prima serie e da Yūichi Nakamura nella seconda, mentre la sua voce italiana è prestata rispettivamente da Gianni Quillico e da Gabriele Calindri.

### Pride
Pride (プライド?, Puraido) deriva dalla superbia del Padre ed è il primo homunculus a essere stato generato. Temuto e rispettato dagli altri, sembra esserne il capo. È stato creato a immagine e somiglianza del Padre e pertanto appare come un ammasso di materia nera coperta da occhi e bocche che può espandere e controllare a proprio piacimento. Come copertura ha preso le sembianze di Selim Bradley (セリム・ブラッドレイ?, Serimu Buraddorei), l'affettuoso e gentile figlio adottivo di King Bradley. A discapito della sua forza il raggio d'azione di Pride è limitato alle vicinanze del corpo di Selim e al tunnel che corre tutto intorno al paese di Amestris; necessita inoltre del contrasto luce-ombra per estroflettere le proprie ombre. Per questo una luce troppo accesa o la permanenza nell'oscurità più assoluta possono distruggere il suo corpo da homunculus.
Diventata segretaria del comandante supremo, Riza Hawkeye è la prima a nutrire dei sospetti sull'identità del bambino, ma viene ridotta al silenzio da Selim per mezzo di minacce. Pur essendo strettamente controllata dall'homunculus la militare riesce a riferire i suoi sospetti a Roy Mustang tramite uno stratagemma. In seguito, ottenuto il permesso di lasciare il cunicolo attorno ad Amestris, Pride affronta insieme a Gluttony, Alphonse, Edward, Greed e le due chimere Heinkel e Darius. Dopo essere stato messo in difficoltà Pride decide di assorbire Gluttony nella sua ombra, in modo da acquisirne l'olfatto e combattere al meglio in condizioni di scarsa visibilità, ma viene rinchiuso da Van Hohenheim sotto a una cupola di terra dove, nel buio più assoluto, non può ricorrere ai suoi poteri. Dopo essere stato liberato da Kimbly ingaggia un nuovo combattimento con Alphonse e le chimere, che si conclude con la fuga dei protagonisti e l'assorbimento di un Kimbly morente da parte dell'homunculus. Durante gli scontri a Central City Edward distrugge il corpo di Pride in battaglia, riducendolo alla sua vera forma di un minuscolo feto. Dopo la battaglia contro il Padre, il piccolo Selim viene consegnato alla madre adottiva affinché se ne prenda cura e due anni dopo è cresciuto diventando un bambino dolce e compassionevole.
Nell'anime del 2003 Pride è il comandante supremo dell'esercito King Bradley, creato da Dante proprio per avere sotto controllo la potenza militare dello Stato. Esso coincide praticamente con l'homunculus Wrath del manga, tranne che per lievi differenze: come lui è chiamato anche "occhio perfetto", per la capacità del suo occhio di vedere i fenomeni non percepiti dalla vista umana; possiede una velocità straordinaria e una grande potenza in battaglia; ed è l'unico homunculus in grado di invecchiare. L'unica differenza sostanziale con il Wrath del manga risiede nell'avere anch'esso, come gli altri homunculus, un'efficiente capacità rigenerativa, che sussiste nonostante il suo progressivo invecchiamento. Durante lo scontro con Roy Mustang viene temporaneamente messo fuori gioco quando il figlio adottivo Selim gli consegna il cranio dell'umano con cui fu trasmutato, permettendo all'alchimista di carbonizzarlo e sconfiggerlo definitivamente. In Brotherhood è doppiato in giapponese da Yūko Sanpei e in italiano da Stefania Patruno, nell'episodio 24, e da Silvana Fantini, dall'episodio 37 in poi. Nella prima serie i suoi doppiatori sono gli stessi di Wrath.

### Wrath
Wrath (ラース?, Rāsu) deriva dall'ira del Padre ed è la vera identità del comandante supremo e Führer (大総統閣?, Daisōtō) di Amestris King Bradley (キング・ブラッドレイ?, Kingu Buraddorei). Ha l'aspetto di un uomo di mezza età, con capelli scuri e fisico piuttosto prestante; ha un viso squadrato nel quale figurano un naso schiacciato, degli zigomi marcati e un paio di sottili baffi. Sebbene abbia un atteggiamento amichevole e un poco eccentrico, si rivela un avversario formidabile e un abile spadaccino. La sua maestria con la spada è aumentata inoltre dal suo "occhio perfetto" (最強の眼?, saikyō no me), il suo occhio sinistro su cui è presente il simbolo dell'uroboro e che è solitamente coperto da una benda. L'occhio gli concede una vista sovrumana e gli permette di predire i movimenti dei suoi avversari di qualche istante. Wrath è nato a seguito di un esperimento scientifico, consistente nell'iniettare la pietra filosofale nel corpo degli esseri umani per verificarne gli effetti. Il ragazzo che diverrà King Bradley fu il primo e quindi unico a sopravvivere all'esperimento di fusione, diventando così Wrath. Egli fu quindi collocato al vertice della gerarchia militare per permettere agli homunculus di controllare l'esercito e, per mantenere le apparenze, gli furono assegnati una moglie, scelta da lui, e un figlio adottivo, Selim. A causa della sua origine, Wrath non è in grado di rigenerare le sue ferite come gli altri homunculus ed è soggetto a invecchiamento, fatto che lo irrita perché il suo corpo non è in grado di stare dietro alla sua vista portentosa.
Scende in campo per la prima volta per affrontare e sconfiggere il traditore Greed nel Devil's Nest. In seguito si scontra con Ling Yao e Lan Fan, causando alla ragazza la perdita di un braccio. Quando Greed viene ricreato nel corpo di Ling e comincia a riacquistare i ricordi della sua vita precedente, l'homunculus cerca vendetta nei confronti di Wrath per avere ucciso i suoi sottoposti e lo attacca nella sua abitazione prima di essere messo in fuga. Dopo essere sopravvissuto a un attentato sul treno su cui viaggiava, Wrath si schiera in difesa del Padre durante l'attacco a Central e viene ferito dopo un duro scontro con Bucaaneer, Greed e Fu. Infine, ingaggia un combattimento all'ultimo sangue con Scar, dal quale esce sconfitto e ucciso a causa delle ferite riportate in precedenza. È doppiato in giapponese da Hidekatsu Shibata e in italiano da Raffaele Fallica, mentre le sue voci da giovane sono prestate rispettivamente da Hidenobu Kiuchi e da Paolo De Santis.
Nella prima serie anime Wrath è il figlio di Izumi Curtis, la quale ha tentato di riportarlo in vita inutilmente tramite l'alchimia. Avendo preso atto del proprio fallimento, Izumi ha consegnato la versione deforme del neonato appena creata agli esseri del Portale, dove nel corso degli anni è cresciuto; quando Edward è apparso al Portale, Wrath ne ha approfittato sottraendogli due arti e quando, successivamente, Wrath è riuscito a uscire da quel luogo, si ritrovò sull'isola deserta dove era stata tentata la sua trasmutazione anni prima. Wrath, grazie agli arti di Ed, riesce a eseguire l'alchimia e a fondere il suo corpo con ogni oggetto inorganico che gli sia attorno. Alla fine dell'anime si schiera dalla parte dei fratelli Elric, perde gli arti che aveva sottratto a Edward e ottiene degli automail sostitutivi da Winry. Il suo simbolo dell'uroboro si trova sotto al piede destro. Nel film Il conquistatore di Shamballa si sacrifica, offrendo sé stesso e un meno collaborativo Gluttony, per aprire il portale tra i due mondi. Nella prima serie è doppiato in giapponese da Nana Mizuki e in italiano da Patrizia Mottola.

### Sloth
Sloth (スロウス?, Surousu) deriva dall'accidia del Padre ed è un homunculus di grandi dimensioni (almeno il doppio di un uomo normale), muscoloso, dall'intelligenza limitata, che reputa ogni cosa inutile e stancante. Nonostante la sua natura pigra, è estremamente forte e resistente ed è il più veloce degli homunculus. Indossa una sorta di maschera che copre la parte superiore del viso, nonché delle lenti sugli occhi. Le sue braccia sono molto più lunghe del normale e terminano con i resti di catene ai polsi. Il suo simbolo dell'uroburo è posto sopra la spalla destra. È incaricato di scavare un enorme tunnel sotto ad Amestris da usare come cerchio alchemico per trasformare l'intera nazione in una gigantesca pietra filosofale. Sebbene venga brevemente interrotto nel suo lavoro quando incontra i fratelli Elric a Briggs, Sloth riprende poco dopo l'attività di scavo. Ultimato il cerchio, Sloth combatte i soldati di Roy Mustang e Olivier Milla Armstrong a Central City e viene infine ucciso dagli sforzi combinati dei fratelli Armstrong e di Izumi e Shigu Curtis. In Brotherhood è doppiato in giapponese da Fumihiko Tachiki e in italiano da Dario Oppido.
Nella prima serie anime, Sloth è una donna nata dalla trasmutazione fallita della madre di Edward e Alphonse, trovata da Dante e nutrita di pietre filosofali incomplete fino a quando non riacquista il suo aspetto originale. Viene infiltrata nell'esercito come la segretaria del comandante supremo e chiamata Juliet Douglas (ジュリエット・ダグラス?, Jurietto Dagurasu), nominativo preso in prestito da una soldatessa morta nella ribellione di Ishbar, così come rivelano le indagini di Hughes. Molto calma e pacata, in genere si occupa del coordinamento stesso delle azioni degli homunculus. Il suo corpo è composto interamente d'acqua e il suo simbolo si trova sul seno. Alla fine, benché turbata dai ricordi della sua vita precedente che iniziano a riaffiorare, decide di ignorarli e continuare a lottare contro Ed e Al. Ed è quindi costretto a eliminarla, trasmutando l'acqua del suo corpo in etanolo, una sostanza volatile. Nella prima serie è doppiata in giapponese da Yoshino Takamori e in italiano da Elda Olivieri.

## Gruppo di Scar

### Scar
Scar (スカー?, Sukā) è uno dei pochi abitanti di Ishbar sopravvissuti. Il suo nome reale è sconosciuto e viene chiamato Scar ("cicatrice") a causa della cicatrice a forma di X sulla sua fronte, procuratagli da Zolf J. Kimbly, che con le sue esplosioni sterminava gli abitanti di Ishbar durante la guerra. Il suo braccio destro è ricoperto di elaborati tatuaggi alchemici, in quanto in precedenza quello era il braccio di suo fratello, con il quale studiava l'alchimia per aiutare la gente. Crede di essere uno strumento di Dio e uccide gli alchimisti di stato usando l'alchimia per distruggere i loro corpi. Può usare i suoi poteri anche su oggetti inanimati. È anche l'assassino dei genitori di Winry Rockbell. Tra i personaggi che hanno fatto parte del suo gruppo figurano: Winry, Jelso, Zampano, Yoki, May Chang e Tim Marcoh, mentre, solo nella prima serie anime, Dante (sotto le spoglie di Lyra) e Rose. È doppiato in giapponese da Ryōtarō Okiayu nella prima serie e da Kenta Miyake nella seconda, mentre la sua voce italiana è prestata da Massimiliano Lotti in entrambe le serie.

### Yoki
Yoki (ヨキ?, Yoki) è un tenente dai modi dispotici addetto al controllo della zona della miniera di Youswell, sino a quando a causa di Edward il suo controllo opprimente sulla popolazione cessa: il giovane lo convince con l'inganno a cedergli la miniera in cambio di molto oro (facendolo poi tornare a essere semplice pietra, da cui l'aveva ricavato) e la cede ai minatori stessi. Nel manga a causa di ciò viene cacciato dall'esercito e, successivamente, riappare in pessime condizioni in una baraccopoli prima di unirsi al gruppo di Scar. Nell'anime del 2009 quanto accaduto a Youswell viene mostrato tramite un flashback nell'episodio 38, sotto forma di riassunto per bocca dello stesso Yoki. Di carattere debole e vigliacco, è sempre l'ultimo a offrirsi per aiutare gli altri e preferisce lasciare tutto il lavoro agli altri. Nonostante ciò dimostra di possedere anche una buona dose di coraggio quando, durante lo scontro tra Alphonse, Heinkel e Pride si lancia con la macchina contro quest'ultimo riuscendo a distrarlo abbastanza da permettere ad Al ed Heinkel di scappare. Dopo l'epilogo del manga sembra essersi unito a un circo con Darius ed Heinkel.
Nell'anime del 2003 non si allea con Scar: in seguito all'episodio in cui Edward riesce a sottrargli il controllo della miniera per darlo ai minatori, Yoki riappare soltanto alcuni anni dopo in una baraccopoli, dove tenta di riottenere il favore dell'esercito denunciando la presenza del ricercato Scar. Viene ucciso da Lust nel tentativo di fare scoppiare uno scontro fra gli abitanti della baraccopoli e i militari. È doppiato in giapponese da Kazuki Yao in entrambe le serie, mentre la sua voce italiana è prestata da Riccardo Peroni nella prima serie e da Oliviero Corbetta nella seconda.

### Tim Marcoh
Tim Marcoh (ティム・マルコー?, Timu Marukō) è un ex alchimista di stato, detto l'alchimista di cristallo (結晶の錬金術師?, kesshō no renkinjutsushi), specializzato nel campo della medicina. Durante la guerra di Ishbar viene incaricato di portare avanti le ricerche sulla pietra filosofale, usando numerose cavie umane. Disgustato dalle sue azioni, abbandona l'esercito e si ritira in una cittadina di campagna, dove cerca di espiare le sue colpe usando la pietra per curare gratuitamente le persone, dietro il falso nome di Mauro (マウロ?). È lui a dare a Edward e Alphonse preziosi indizi sulla creazione della pietra. Poco dopo l'incontro con Edward, viene rintracciato dagli homunculus, i quali lo imprigionano come potenziale sacrificio umano, minacciando di distruggere il suo villaggio se avesse tentato di scappare o di togliersi la vita.
Successivamente viene fatto scappare da Scar, che ha bisogno del suo aiuto per decifrare gli appunti del fratello e da cui viene sfigurato per evitare di essere riconosciuto. In seguito si scontrerà anche con Envy che sconfigge distruggendo la sua pietra filosofale. Dopo la fine della battaglia contro il Padre, porta a Mustang la pietra filosofale che aveva ottenuto usando gli abitanti di Ishbar, con cui gli restituirà la vista a patto che il colonnello acconsenta alla ricostruzione di Ishbar e prometta di guidare Amestris fuori dalla dittatura militare.
Nella prima serie anime viene raggiunto da Lust e Gluttony, grazie alla relazione fra gli homunculus e i piani alti dell'esercito. Marcoh è costretto a rivelare di avere detto a Edward di cercare alla biblioteca centrale, per poi finire mangiato da Gluttony. È doppiato in giapponese da Kōji Totani nella prima serie e da Masayuki Omoro nella seconda, mentre in italiano la sua voce è prestata da Marco Balzarotti in entrambe le serie.

## Chimere
Le chimere (合成獣?, kimera) sono ibridi di diversi animali, ottenute fondendo due o più individui in un unico corpo tramite l'alchimia. Shou Tucker è uno degli alchimisti che si dedicano alla creazione di chimere, e nell'anime del 2003 diventa una chimera anch'esso. Di quelle ottenute utilizzando anche esseri umani, alcune sono caratterizzate da un aspetto prevalentemente animale, mentre altre hanno aspetto umano e abilità particolari, come il gruppo di chimere che decide di seguire l'homunculus Greed. Alcune chimere sono in grado di scambiare la propria forma da umana a ferina e viceversa. Molte sono state create dall'esercito.

### Chimere del Devil's Nest
Queste sono le chimere umanoidi fedeli a Greed. Si rifugiano nel Devil's Nest a Dublith, fin quando l'esercito non fa irruzione.

#### Martel
Martel (マーテル?, Māteru) è l'unica donna chimera che fa parte del gruppo di Greed. Precedentemente un soldato che partecipò allo sterminio di Ishbar, in seguito venne utilizzata come cavia da laboratorio. È stata combinata con un serpente, riuscendo così ad allungare i propri arti e strisciare. Viene uccisa da King Bradley mentre si trova all'interno dell'armatura di Alphonse. Nella prima serie anime sopravvive il raid al Devil's Nest e accompagna Al durante le sue avventure. Viene infine uccisa da King Bradley nello stesso modo del manga, ma ha ancora il tempo di rivelare ad Al che il comandante supremo è un homunculus. È doppiata in giapponese da Rumi Kasahara nella prima serie e da Takako Honda nella seconda, mentre la sua voce italiana è prestata da Luisa Ziliotto nella prima serie e da Beatrice Caggiula in Brotherhood.

#### Dolcetto
Dolcetto (ドルチェット?, Doruchetto) è tra i soldati che hanno partecipato alla guerra di Ishbar, facendosi valere con la sua katana. In seguito è stato usato come cavia da laboratorio, combinandolo con un cane. Ha un olfatto e un udito sviluppati, il che lo rende capace di avvertire i nemici. Tuttavia, oltre alle doti fisiche, ha sviluppato anche la fedeltà dei cani, spingendolo a lottare per Greed: nel manga e in Brotherhood viene ucciso da Wrath, mentre nell'anime del 2003 da Lust. È doppiato in giapponese da Yasunori Matsumoto nella prima serie e da Anri Katsu nella seconda, mentre la sua voce italiana è prestata rispettivamente da Claudio Beccari e da Paolo De Santis.

#### Roa
Roa (ロア?, Roa), originariamente un soldato che partecipò al massacro di Ishbar, in seguito venne usato come cavia per esperimenti e incrociato con un toro. Trasformandosi ottiene un paio di corna e capelli più lunghi, oltre a una forza disumana. Come arma utilizza un gigantesco martello. Nel manga e in Brotherhood viene ucciso da Wrath, mentre nella prima serie animata da Lust. È doppiato in giapponese da Yūji Ueda nella prima serie e da Tetsu Inada nella seconda, mentre la sua voce italiana è prestata da Dario Oppido in Brotherhood.

#### Bido
Bido (ビドー?, Bidō) è la chimera inviata da Greed a controllare i fratelli Elric. Poiché è stato unito a una lucertola, dispone di una coda ed è in grado di arrampicarsi agevolmente sulle pareti. È lui ad appurare la vera natura di Alphonse e a riferire la scoperta al suo padrone. È l'unica chimera sopravvissuta alla retata di King Bradley, dal momento che durante l'assalto dei militari era nascosto. Successivamente incontra il nuovo Greed, dopo averlo cercato a lungo, ma l'homunculus non lo riconosce e lo uccide freddamente. L'uccisione di Bido tuttavia porta Greed a riacquisire gradualmente le memorie del vecchio-Greed arrivando infine a ribellarsi al Padre. Nell'anime del 2003 viene ucciso insieme agli altri durante la retata di Archer. È doppiato in giapponese da Tōru Ōkawa nella prima serie e da Yūji Ueda nella seconda, mentre la sua voce italiana è prestata da Oliviero Corbetta in Brotherhood.

### Chimere di Kimbly
Più avanti nella storia entrano in scena quattro chimere che non compaiono nella prima serie animata. Sono dei militari mandati a nord, a Briggs, come scorta di Kimbly. Si dividono in due gruppi (Jelso e Zampano vengono inviati contro Scar, mentre Heinkel e Darius contro Edward), e prima gli uni e poi gli altri cambiano lato, schierandosi dalla parte dei protagonisti in seguito alla propria sconfitta.

#### Jelso
Jelso (ジェルソ?, Jeruso) può trasformarsi in una sorta di rana umanoide, in grado di sputare un muco appiccicoso che intralcia i movimenti degli avversari. Entra in scena al nord, dove è stato mandato per aiutare Kimbly a catturare Scar. Assieme a Zampano combatte contro l'uomo con la cicatrice e, dopo essere stato sconfitto dai fratelli Elric, viene convinto da Alphonse a passare dalla loro parte. Partecipa alla battaglia ad Asbeck contro Envy e successivamente a quella di Central City. Due anni dopo, ancora determinato a tornare umano, accompagna Alphonse a Xing. È doppiato in giapponese da Tomoyuki Shimura e in italiano da Dario Oppido.

#### Zampano
Zampano (ザンパノ?, Zanpano) può trasformarsi in una sorta di cinghiale umanoide, in grado di sparare aculei dalla schiena. Assieme a Jelso, dopo avere combattuto contro Scar, viene convinto da Alphonse a unirsi a loro. Poi sembra tradire il gruppo, telefonando a Central City, ma in realtà è solo un piano per attirare in trappola Envy e catturarlo. Successivamente, insieme a Jelso e al gruppo di Scar, si reca a Reole, poi a Kanama e di lì a Central City per affrontare il Padre. Due anni dopo, ancora determinato a tornare umano, accompagna Alphonse a Xing. È doppiato in giapponese da Takashi Hikida e in italiano da Diego Sabre.

#### Heinkel
Heinkel (ハインケル?, Hainkeru) è incrociato con un leone. È bravo a muoversi al buio grazie ai suoi occhi e al suo naso animale. Dopo essere stato abbandonato da Kimbly si aggrega a Edward e poi anche al nuovo Greed. Successivamente, a Kanama combatte con Pride, attaccando Selim Bradley quando il buio gli impedisce di utilizzare le sue tecniche dell'ombra, ma non riesce a esaurire le vite dell'homunculus prima che torni la luce. Dopo che Selim viene bloccato da Hohenheim sotto una cupola di terra, assieme ad Alphonse, Heinkel rimane in zona invece che andare a Central City con gli altri poiché ferito. La chimera si accorge troppo tardi che i suoni che fa Selim giocando con la testa di Alphonse sono in realtà un messaggio in codice Morse: Kimbly arriva sul posto e lo attacca alle spalle, ferendolo e liberando l'homunculus. Heinkel consegna ad Alphonse la pietra filosofale che aveva raccolto quando Kimbly l'aveva persa al nord. Poi è lui a prendere di sorpresa l'alchimista scarlatto, mordendolo al collo, e fugge da Pride assieme ad Alphonse, Marcoh e Yoki. È doppiato in giapponese da Shinpachi Tsuji e in italiano da Luca Bottale.

#### Darius
Darius (ダリウス?, Dariusu) è incrociato con un gorilla. Anche lui, come Heinkel, segue Edward e poi Greed dopo essere stato abbandonato da Kimbly. Successivamente combatte al buio con Gluttony, ma i suoi sensi sono meno sviluppati di quelli di Heinkel e si trova in difficoltà, e il combattimento viene continuato anche da altri personaggi. Si reca poi assieme a Edward, Scar, Jelso e Zampano al nascondiglio del Padre, passando attraverso il Laboratorio nº3. È doppiato in giapponese da Masuo Amada e in italiano da Giovanni Battezzato.

## Personaggi di Xing
Questi personaggi appaiono soltanto nel manga e nell'anime del 2009, ma non in quello del 2003.

### Ling Yao

Ling Yao e Lan Fan sulla copertina del volume 12 del manga

Ling Yao (リン・ヤオ?, Rin Yao) è uno dei figli dell'imperatore di Xing, fa parte del clan di Yao. Ha intrapreso un viaggio fino ad Amestris per scoprire il segreto dell'immortalità e riportarlo all'imperatore, in modo da ingraziarsi i suoi favori e garantirsi la successione al trono imperiale rispetto ai suoi numerosi fratellastri. Pur non sapendo usare l'alchimia, è molto forte ed è capace di distinguere le aure degli homunculi da quelle degli esseri umani, è inoltre molto legato alla sua gente e alle sue guardie del corpo, Foo e Lan Fan. Successivamente accetta di diventare il nuovo Greed. Nonostante ciò la sua coscienza resta integra all'interno dell'homunculus e talvolta torna ad assumere il controllo del proprio corpo per brevi periodi. È doppiato in giapponese da Mamoru Miyano e in italiano da Maurizio Merluzzo.

### Lan Fan
Lan Fan (ランファン?, Ranfan) è una delle guardie del corpo di Ling Yao. È molto schiva e silenziosa, dai capelli e gli occhi neri e dal viso prevalentemente coperto da una maschera. Devotissima a Ling, è molto abile nelle arti marziali ed è capace di distinguere le aure degli homunculus da quelle degli esseri umani. Perde il braccio sinistro per salvare Ling e se stessa durante un combattimento con Wrath e successivamente si fa impiantare un automail. È doppiata in giapponese da Nana Mizuki e in italiano da Emanuela Pacotto, da Alessandra Karpoff in una breve battuta nell'episodio 50 e da Serena Clerici negli episodi 57, 58 e 64.

### Foo
Foo (フー?, Fū) è la seconda guardia del corpo di Ling, anche se sarà assente per molto tempo poiché si occuperà di trasportare Maria Ross a Xing. Al suo ritorno viene rivelato essere il nonno di Lan Fan, con la quale parte alla ricerca di un meccanico per dare un nuovo braccio alla nipote. I due si riuniscono a Edward e gli altri al momento dello scontro con gli homunculus nei pressi di Kanama. Foo combatte al fianco del nuovo Greed contro King Bradley davanti all'ingresso principale del quartier generale di Central City e muore nel tentativo fallito di farsi saltare in aria insieme all'homunculus. Il capitano Buccaneer riesce tuttavia a ferire il comandante supremo colpendolo con una spada attraverso il corpo ormai senza vita di Foo. È doppiato in giapponese da Katsunosuke Hori e in italiano da Mario Scarabelli.

### May Chang
May Chang (メイ・チャン?, Mei Chan) è una delle figlie dell'imperatore di Xing e fa parte del clan Chang, uno dei più poveri e deboli di Xing. Come Ling Yao, è venuta ad Amestris per impossessarsi del segreto dell'immortalità. Si presenta come una giovane ragazza dal viso tondo, gli occhi scuri e i capelli tenuti raccolti in numerose trecce. Educata, composta, aggraziata e gentile, May possiede un forte senso dell'onore ed è molto orgogliosa delle sue radici, ma è anche capace di diventare sgarbata e rissosa. Porta sempre con sé un piccolo panda femmina di nome Xiao Mei (シャオメイ?, Shao Mei). May è particolarmente abile nell'uso dell'Arte Rentan, riuscendo a manipolare la materia a distanza grazie ai suoi pugnali da lancio.
Nella sua prima apparizione arriva a Youswell, dove incontra Khayal e lo aiuta a salvare il padre da una frana all'interno di una delle miniere. Conosciuti Yoki e Scar, May Chang si unisce a loro e così, al primo incontro con Edward Elric, senza sapere la sua identità, combatte brevemente contro di lui e Alphonse per aiutare Scar. Dopo la sconfitta di Envy, ottiene la creatura e si appresta a tornare alla volta di Xing, ma l'homunculus fa leva sul suo senso di colpa per farla tornare a Central City e combattere insieme ai suoi amici. Ottenuta assicurazione da Ling Yao, futuro imperatore, che tutelerà tutti i clan inclusi i più deboli, May Chang fa ritorno a Xing insieme a Ling e a Lan Fan. Nell'epilogo viene mostrata in foto ormai adulta insieme ad Al, Ed, Winry e i loro bambini. È doppiata in giapponese da Mai Goto e in italiano da Serena Clerici.

## Altri personaggi

### Cornello
Cornello (コーネロ?, Kōnero) appare alle prime battute della storia. Si tratta di un uomo che, dotato di una falsa pietra filosofale, ha preso il controllo di Reole, affermando di essere un apostolo del dio Leto. Tuttavia verrà scoperto dai fratelli Elric, alla ricerca della pietra. Terminata la sua utilità viene ucciso da Lust e in seguito mangiato da Gluttony. Nell'anime del 2003 viene direttamente mangiato da Gluttony. Viene poi "sostituito" da Envy, che sobilla la città portandola alla guerra civile contro le forze militari. È doppiato in giapponese da Kinryū Arimoto nella prima serie e da Seizo Kato nella seconda, mentre in italiano la sua voce è prestata da Marco Balbi in entrambe le serie.

### Rose
Rose Thomas (ロゼ・トーマス?, Roze Tōmasu) è una ragazza che abita nella città di Reole, che ha perso da poco tempo il fidanzato e si lascia quindi ingannare da Cornello, prima di essere riportata alla realtà da Edward. Nel manga Rose compare di nuovo più avanti, nel capitolo 78, quando incontra Hohenheim, il quale arriva a Reole mentre la città è impegnata nella ricostruzione dopo gli scontri avvenuti dopo la visita dei fratelli Elric a causa degli homunculus e dell'esercito. La ragazza inoltre s'imbatte di nuovo in Alphonse, quando questi arriva a Reole fuggendo dalla zona di Briggs assieme a Winry e ad altri personaggi.
Nell'anime del 2003, dopo che i fratelli Elric hanno lasciato la città, viene coinvolta suo malgrado nei tumulti scoppiati a Reole. Quando Edward torna a Reole scopre che è diventata madre, che non parla più e che Scar la sta utilizzando come un'icona religiosa per guidare la popolazione della città. Successivamente, Dante sfrutta il suo bambino come tramite per aprire il portale e progetta di trasferire la propria anima nel corpo di Rose. È doppiata in giapponese da Hōko Kuwashima nella prima serie e da Satsuki Yukino nella seconda, mentre in italiano la sua voce è prestata da Alessandra Karpoff in entrambe le serie.

### Trisha Elric
Trisha Elric (トリシャ・エルリック?, Torisha Erurikku) è la madre di Edward e Alphonse. Donna gentile, semplice e solare, Trisha cresce i suoi figli attendendo il ritorno del marito Van Hohenheim dalla sua ricerca per trovare una cura alla sua immortalità; tuttavia viene sopraffatta da un male incurabile e muore, lasciando Ed e Al alle cure dei Rockbell. I suoi figli tentano di riportarla in vita mediante una trasmutazione umana, ma riescono solo a produrre un essere malformato che muore pochi istanti dopo la sua creazione. Nella prima serie anime, il tentativo fallito per riportarla in vita dà origine all'homunculus Sloth, che per questo avrà il suo identico aspetto, ma in versione più dark, con i capelli più scuri e gli occhi viola. è doppiata da Yoshino Takamori in entrambe le serie e in italiano da Elda Olivieri (1ª Serie) e da Silvana Fantini (2ª Serie).

### Pinako Rockbell
Pinako Rockbell (ピナコ・ロックベル?, Pinako Rokkuberu) è la nonna paterna di Winry ed esperta costruttrice di automail. È una donna anziana e di bassa statura, dai capelli grigi raccolti in un toupé. Porta un paio di occhiali spessi e ha sempre una pipa in bocca. Conosce Edward e Alphonse sin dalla loro nascita, infatti è una buona amica di Van Hohenheim da molto prima che egli conoscesse Trisha. Nel manga è lei a informare Van Hohenheim di ciò che successe anni prima ai suoi due figli e anche nell'anime del 2003 è la prima persona che lo riconosce quando l'uomo si ripresenta in città. È doppiata in giapponese da Miyoko Asō in entrambe le serie e da Mami Koyama nelle parti da giovane, mentre in italiano la sua voce è prestata da Elisabetta Cesone in entrambe le serie.

### Barry
Barry lo Squartatore (バリー・ザ・チョッパー?, Barī za Choppā) era un tempo un macellaio, diventato serial killer, che venne imprigionato prima dell'inizio della serie. Sebbene venga divulgata la notizia della sua esecuzione, l'anima di Barry è in realtà separata dal suo corpo e fissata a un'armatura in un esperimento condotto dall'esercito. Posto come guardiano al Laboratorio nº 5 di Central City, con il nome di Numero 66, Barry affronta i fratelli Elric quando questi si introducono nel laboratorio. Dopo la distruzione dell'edificio Barry tenta di rimanere nascosto, ma la sua bramosia di tagliare la gente ha il sopravvento, sino a quando si ritrova ad affrontare la tenente Riza Hawkeye. Decide, in seguito, di aiutare Roy Mustang a fare evadere Maria Ross dal carcere e a combattere gli homunculus. Durante le sue ricerche si imbatte nel suo corpo umano, a cui è stata legata l'anima di un animale, e, incapace di resistere alla tentazione di fare a fette il proprio corpo, cerca di ucciderlo. Sebbene la sua armatura venga distrutta da Lust prima che ne sia in grado, l'anima di Barry sopravvive, ma il suo corpo cancella il sigillo che la legava all'armatura, distruggendola e uccidendosi allo stesso tempo, dato che corpo e anima devono convivere.
Nell'anime del 2003 si tratta di un serial killer che uccide esclusivamente donne, travestendosi da donna egli stesso. Viene scovato da Edward prima che possa uccidere Winry e disarmato. Dopo l'arresto, la sua anima viene legata all'armatura e messo di guardia al Laboratorio nº 5. In seguito alla distruzione di quest'ultimo, Barry fugge e si unisce a un gruppo di mercenari che hanno l'ordine di uccidere i sopravvissuti di Ishbar. Viene quindi ucciso da Scar. È doppiato in giapponese da Kentarō Itō nella prima serie e da Hideyuki Umezu nella seconda, mentre in italiano la sua voce è prestata da Luca Bottale in entrambe le serie.

### Nina Tucker
Nina Tucker (ニーナ・タッカー?, Nīna Takkā) è la figlia di Shou Tucker. Passa il tempo con il suo fedele cane Alexander e si affeziona moltissimo ai fratelli Elric, che considera dei veri e propri fratelli maggiori. Lei e Alexander vengono tragicamente e spietatamente trasformati dal padre in una chimera, poiché egli era esasperato per la necessità di consegnare una nuova chimera parlante in vista del suo esame di riconferma, dopo che la moglie si suicidò smettendo di alimentarsi due anni prima. Secondo il padre, però, la trasformazione era stata eseguita solo per il desiderio di scoprire ed esercitare le proprie conoscenze. Viene poi uccisa da Scar per liberarla dalla sua nuova, pietosa condizione. Nell'anime del 2003, più avanti Tucker cerca di costruire una copia del suo corpo per riportarla in vita e alla fine, grazie alla pietra filosofale, riesce a ricrearlo perfettamente, ma non a legarvi l'anima della bambina: il corpo rimane quindi come una bambola. È doppiata in giapponese da Sumire Morohoshi in Brotherhood, mentre in italiano la sua voce è prestata da Serena Clerici in entrambe le serie.

### Sheska
Sheska (シェスカ?, Shesuka) è un'impiegata nella biblioteca di Central City. Viene licenziata per il suo vizio di leggere libri sul posto di lavoro. Grazie alla sua straordinaria memoria aiuta Edward e Alphonse a ricostruire gli appunti del dottor Marcoh bruciati in un incendio. Viene successivamente assunta al quartier generale dell'esercito. È doppiata in giapponese da Naomi Wakabayashi nella prima serie e da Chica Fujimura nella seconda, mentre in italiano la sua voce è prestata da Jolanda Granato in entrambe le serie.

### Shigu Curtis
Shigu Curtis (イズカーティス?, Shigu Kātisu) è il marito di Izumi con la quale gestisce una macelleria nella città di Dublith. È caratterizzato da una grande stazza, da un'espressione truce e un aspetto spaventoso, sebbene sia un uomo buono e gentile. Ama molto la moglie, nonostante l'errore che la donna ha fatto decidendo di cimentarsi nella trasmutazione umana. Assieme alla moglie aiuta gli Armstrong a uccidere Sloth e durante lo scontro ha una reciproca intesa con Alex Louis Armstrong, con il quale stringe un'amicizia dovuta al fatto che entrambi sono uomini molto muscolosi. Nel manga e nell'anime del 2003 Shigu e Alex si incontrano prima: quando King Bradley si reca nella macelleria dei Curtis, sperando di riuscire a convincere Izumi a unirsi all'esercito chiedendoglielo di persona, ma di fronte al rifiuto di Shigu, Alex, che fa da scorta al Comandante Supremo, cerca di intercedere facendo sfoggio della sua muscolatura, a cui Shigu risponde allo stesso modo; nonostante la transazione termini ancora con un rifiuto da parte di Izumi, Alex e Shigu sviluppano un rispetto reciproco. Nell'anime Brotherhood è durante lo scontro con Sloth che i due uomini si conoscono e fanno amicizia. È doppiato in giapponese da Seiji Sasaki in entrambe le serie, mentre in italiano la sua voce è prestata da Tony Fuochi nella prima e da Stefano Albertini nella seconda.

### Mason
Mason è un uomo che lavora per i signori Curtis. Di fisico robusto, nel manga e nella prima serie animata è stato inviato da Izumi, con una maschera sul viso per non farsi riconoscere, sull'isola deserta dove i due fratelli Elric hanno passato il loro periodo di prova prima di iniziare lo studio dell'alchimia con la donna. Mason ha terrorizzato i due per tutta la loro permanenza in quel luogo, attaccandoli violentemente e ripetutamente per metterli alla prova, ma era sull'isola anche per assicurarsi che non morissero. Nel manga i due vengono a sapere la vera identità dell'uomo mascherato alla fine del periodo di prova, mentre nella prima serie animata solo ad anni di distanza. È doppiato in giapponese da Keiichi Sonobe e in italiano da Stefano Albertini prima serie.

### Lyra
Lyra (ライラ?, Raira) è un personaggio che appare solo nella prima serie anime. Alchimista di talento, inizialmente lavora per Yoki. Viene convinta da Edward a usare l'alchimia per il bene della gente. I fratelli la incontrano nuovamente qualche anno dopo, e nel frattempo lei diventa apprendista dell'anziana Dante, pur ignorando la sua vera identità. Successivamente, Dante utilizza la pietra filosofale per prendere il controllo del suo corpo. Quando Greed arriva a casa della donna, l'anima di Dante è già nel corpo di Lyra e il vecchio corpo di Dante giace a terra, squartato. È doppiata in giapponese da Yumi Kakazu e in italiano da Marisa Della Pasqua.

### Psiren
Psiren (サイレン?, Sairen) è un personaggio che compare solo nella prima serie anime. È una famosa ladra della città di Aquroya che utilizza l'alchimia per portare a termine i suoi furti. Di giorno, con il nome di Clara, lavora come infermiera in un ospedale; una volta scoperta da Ed, adduce come scusa dei suoi furti il tentativo di salvare l'ospedale dall'imminente demolizione. L'ospedale viene distrutto ugualmente e Psiren continua a compiere furti, cercando di convincere i fratelli Elric di compierli per salvare prima una chiesa e poi una scuola, prima in vesti di monaca e poi di maestra. È doppiata in giapponese da Miho Shirasiashi e in italiano da Cinzia Massironi.

### Russell e Fletcher
Russell Tringam (ラッセル・トリンガム?, Rasseru Toringamu) e Fletcher Tringam (フレッチャー・トリンガム?, Furecchā Toringamu) sono una coppia di fratelli alchimisti che nell'anime del 2003 fingono di essere Edward e Alphonse per potere ottenere un buon posto dove portare avanti gli studi del padre Nash. L'uomo aveva scoperto nella cittadina di Xenotime una particolare acqua rossa che una volta cristallizzata diventa una sorta di pietra filosofale incompleta. La loro alchimia si basa sull'uso delle piante. Russell è il più ostinato e orgoglioso, mentre Fletcher, il più giovane dei Tringam, è più riflessivo. Ricompaiono verso la fine della serie, fornendo a Edward, grazie a degli scritti del padre, l'ubicazione di un ingresso alla città sotterranea sotto Central City. Sono doppiati in giapponese rispettivamente da Kosuke Okano e Minako Arakawa e in italiano da Massimo Di Benedetto e Federica Valenti.

### Lujon
Lujon (ルジョン?, Rujon) è un giovane medico di un villaggio di montagna che nell'anime del 2003 incontrò Lust durante un'epidemia di pietrite, letale malattia che riduce il corpo a roccia e legno secco, mentre questa piaga devastava il suo villaggio. Lust gli donò una falsa pietra filosofale per indurlo a crearne una vera da solo, ma dopo che egli le ebbe confidato i suoi sentimenti, lei se ne andò dal paese, turbata perché la cosa le aveva fatto emergere sensazioni della sua vita precedente. Quando Lust e Lujon si reincontrano, Lust gli dona un'altra pietra incompleta per poi ucciderlo, considerandolo "l'unica macchia nel suo onore". È doppiato in giapponese da Takehito Koyasu e in italiano da Lorenzo Scattorin.

### Paninya
Paninya (パニーニャ?, Panīnya) è una ragazza che vive a Rush Valley. Dopo avere perso le gambe (nell'anime del 2003 anche il braccio destro) e i genitori da bambina è finita a mendicare sulle strade, senza più voglia di vivere; poi è stata trovata da Dominic, un abile meccanico di automail, che le ha fornito degli arti artificiali. Vive come una ladra e, dopo avere rubato l'orologio di Edward, si reca da Dominic, che abita fuori città assieme al figlio e alla nuora: la ragazza vorrebbe ripagarlo per gli automail ricevuti, ma l'uomo ha sempre rifiutato di venir pagato da lei; Winry la convince che il modo migliore per ripagare Dominic per il suo regalo sia smettere di rubare e trovarsi un lavoro onesto. Quando i fratelli Elric tornano a Rush Valley dopo avere incontrato Greed, Paninya lavora riparando i tetti degli edifici, e aiuta Alphonse nello scontro con Foo, sottoposto di Ling Yao. Nella prima serie animata vive con Dominic, che la considera sua figlia, nel suo negozio in città e ruba l'orologio d'argento di Ed solo per farsi inseguire e gareggiare con lui, dietro idea di Winry, la quale vuole che il ragazzo apprezzi maggiormente i suoi automail. È doppiata in giapponese da Akemi Okamura in Brotherhood e in italiano da Silvana Fantini nella prima serie e Cinzia Massironi in Brotherhood.

### Knox
Il dottor Knox (ノックス?, Nokkusu) non compare nella prima serie animata. È il medico che esegue l'autopsia sul presunto corpo di Maria Ross: capisce che è un falso creato da Mustang, ma tace. In seguito Mustang si rivolge a lui per curare le ferite di Lan Fan e poi cura anche May Chang. Durante la guerra di Ishbar, suo malgrado, aveva il compito di eseguire esperimenti su prigionieri, nonostante, come il dottor Marcoh, detestasse la mostruosità delle proprie azioni. Tornato a casa distrutto sia fisicamente che emotivamente, è diventato una persona scorbutica e irascibile, tanto che la moglie e il figlio lo hanno lasciato. Subito dopo la partenza di May e Lan Fan la famiglia viene a trovarlo e lui dopo molto tempo riesce a essere nuovamente felice. Nel manga, al termine della vicenda, è mostrato assistere Havoc nella riabilitazione, mentre nell'anime è mostrato assistere Mustang quando questi non ha ancora recuperato la vista. È doppiato in giapponese da Kinryū Arimoto.

### L'uomo con il dente d'oro
L'uomo con il dente d'oro è un anziano scienziato il cui nome non viene mai rivelato. Non è presente nella prima serie animata. È un medico e alchimista ed è una delle menti a capo del piano per attivare il cerchio alchemico di Amestris. È caratterizzato da un dente d'oro e da strabismo. È stato lui, molti anni prima, assieme al Padre, a dare vita a Wrath inserendo una pietra filosofale in un ragazzo. Alla fine Pride non esita a sacrificarlo, prima trafiggendolo e poi eseguendo una trasmutazione umana su di lui, rendendolo un ammasso deforme.

### La Verità
Nel manga e nella seconda serie animata coloro che compiono una trasmutazione umana, trovandosi quindi di fronte al proprio Portale, incontrano uno strano essere completamente bianco denominato la "Verità". Il suo profilo ricalca quello della persona che si trova davanti al Portale e, a chiunque gli chieda quale sia la sua identità, dà sempre la stessa enigmatica risposta: «Io sono ciò che voi chiamate "mondo", oppure "spazio", "dio" ("fondatore nel doppiaggio di Brotherhood) , oppure "verità", "tutto" o anche "uno"... e poi, io sono "te"». Sia il Padre che la Verità stessa dichiarano inoltre che «la Verità è ciò che dà agli esseri viventi la giusta disperazione per assicurarsi che non diventino presuntuosi».